# Pseudoblepharispermum bremeri
Pseudoblepharispermum bremeri là một loài thực vật có hoa trong họ Cúc. Loài này được J.-P.Lebrun & Stork miêu tả khoa học đầu tiên năm 1982.